# Algodonales
Algodonales er en by og kommune i det sydlige Spanien i provinsen Cádiz. Den har et indbyggertal på 5.443 (2024) indbyggere.